# エフライム・モーシェ・リリエン
エフライム・モーシェ・リリエン（Ephraim Moses Lilien、ヘブライ語:  אפרים משה ליליין、1874年5月23日 – 1925年7月18日）はドイツなどで活動したユダヤ人画家、イラストレーターである。アール・ヌーヴォーのスタイルのイラストレーションやポスターを描いた。シオニズム運動に参加し、1903年にエルサレムに設立されたベツァルエル美術デザイン学院の設立にかかわり、創立直後に短期間教えた。

## 略歴
現在のウクライナのドロホブィチに生まれた。当時ドロホブィチはオーストリア＝ハンガリー帝国の領土であった。父親は木工職人で、裕福な親戚の支援で1889年から1893年の間、クラクフの美術学校でポーランドの画家、ヤン・マテイコに学んだ。美術学校で賞を得てウィーンに留学するが資金不足で1894年にはミュンヘンに移り、数年後にはミュンヘンの雑誌「Jugend」や「Süddeutscher Postillon」のイラストレーターとして働くようになった。1899年にはベルリンに移り、商業デザイナーとして評価されるようになった。
シオニズム運動に参加し、1906年から1918年の間に何度かパレスチナを訪れた。シオニスト会議にも参加し、1905年の第7回シオニスト会議では、彫刻家のボリス・シャッツとともに、ベツァルエル美術デザイン学院の創設のための委員会のメンバーに選ばれ、シャッツとともにエルサレムを訪れた。1907年に30人の学生と学院が開港された後、短期間学院で教えた。
第一次世界大戦がはじまると、40歳を超えていたが、オーストリア＝ハンガリー帝国軍に志願し、トルコ方面や中東に派遣され、戦争の情景を描いた。ウィーンに帰還した後、オーストリア政府やトルコ政府から功労章を授与された。
1923年にニューヨークで個展を開いた。1924年に病気になり、1925年から南ドイツの保養地バーデンヴァイラーで療養したが、そこで死去した。

## 作品

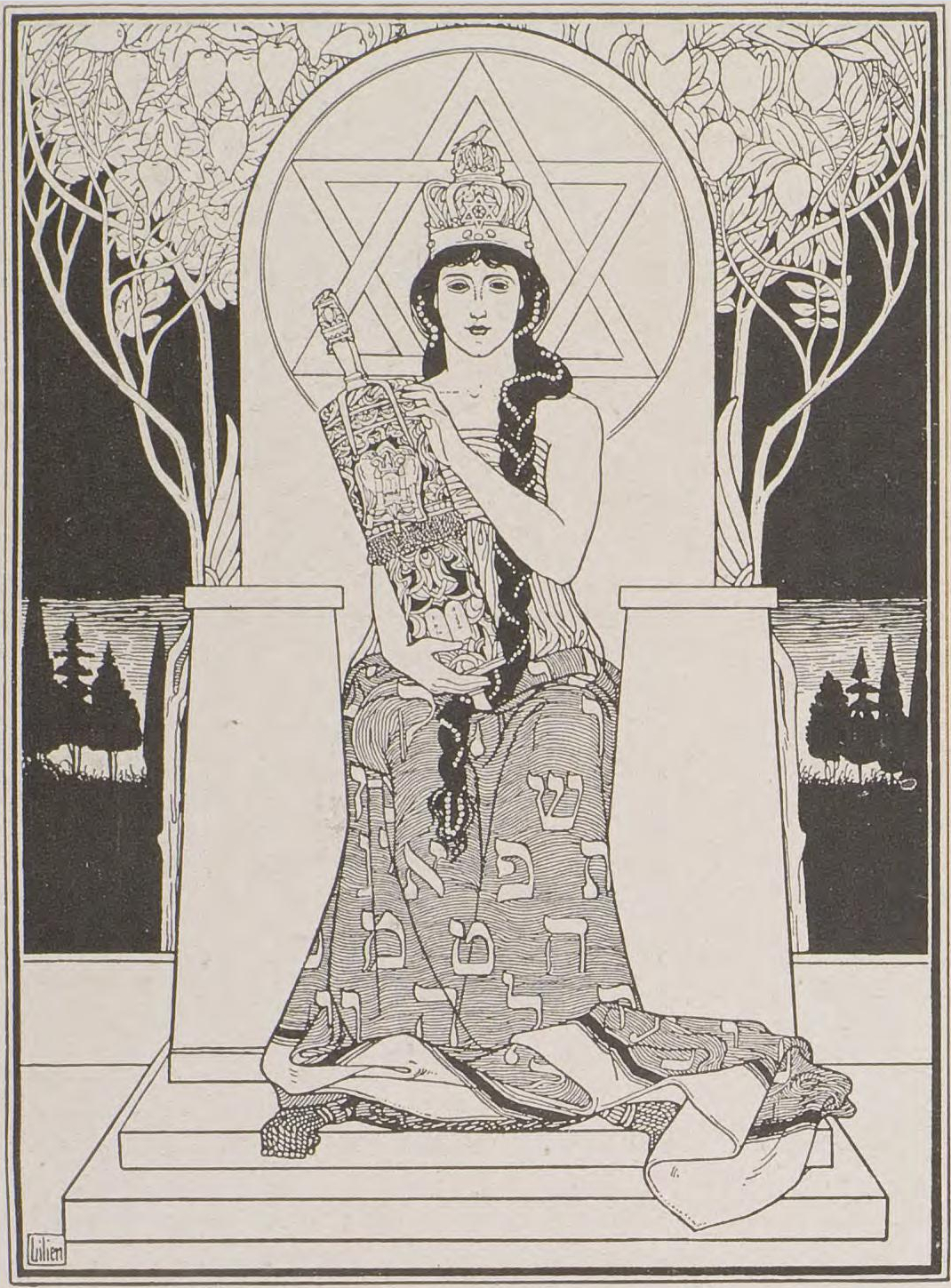
"The Queen of Sabbath"書籍の挿絵(1901)
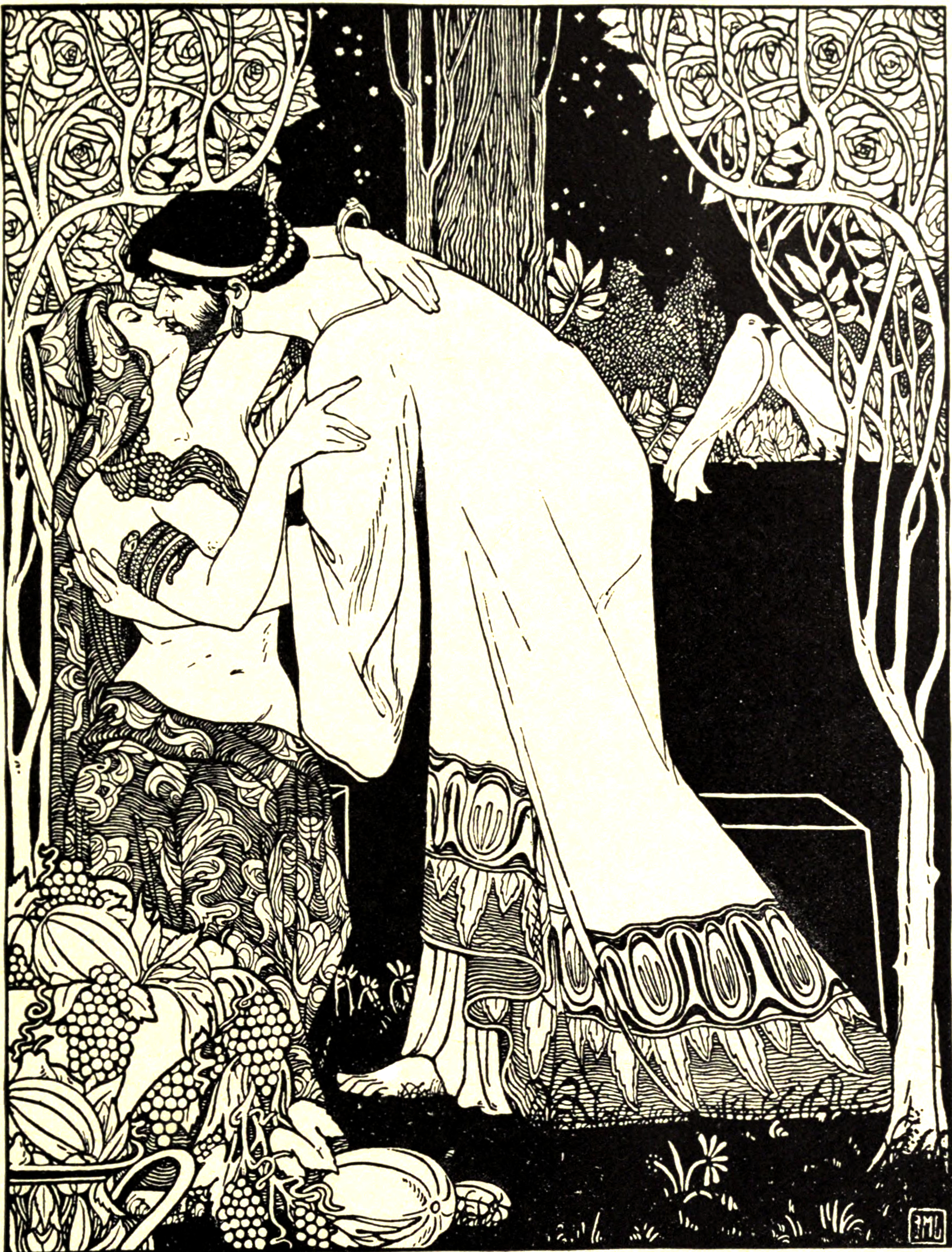
"The Silent Song" 書籍の挿絵(1901)
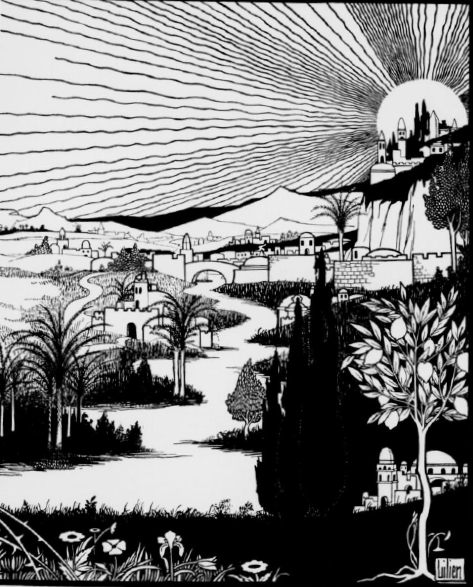
"Zion", Lieder des Ghetto(1903)
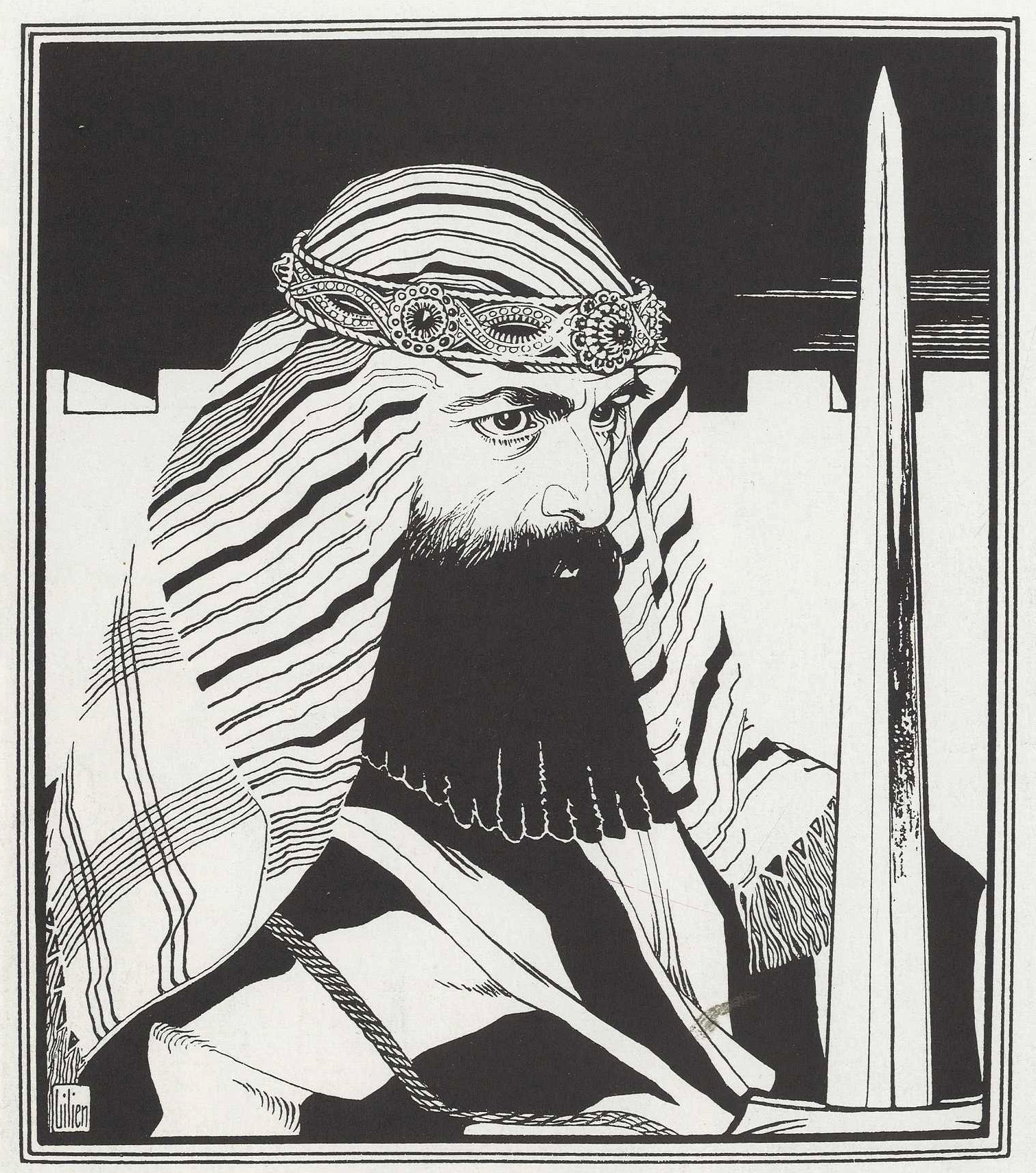
Joshua (1908)